# Jonas Knudsen
Jonas Hjort Knudsen (Esbjerg, 1992. szeptember 16. –) dán válogatott labdarúgó, a svéd Malmö FF hátvéde.

## Sikerei, díjai
- Dán kupagyőztes: 2013

Malmö
- Allsvenskan
  - Bajnok (2): 2020, 2021

## Fordítás
- Ez a szócikk részben vagy egészben  a   Jonas Knudsen című angol Wikipédia-szócikk fordításán alapul.  Az eredeti cikk szerkesztőit annak laptörténete sorolja fel. Ez a jelzés csupán a megfogalmazás eredetét és a szerzői jogokat jelzi, nem szolgál a cikkben szereplő információk forrásmegjelöléseként.